# La Chapelle-d'Armentières

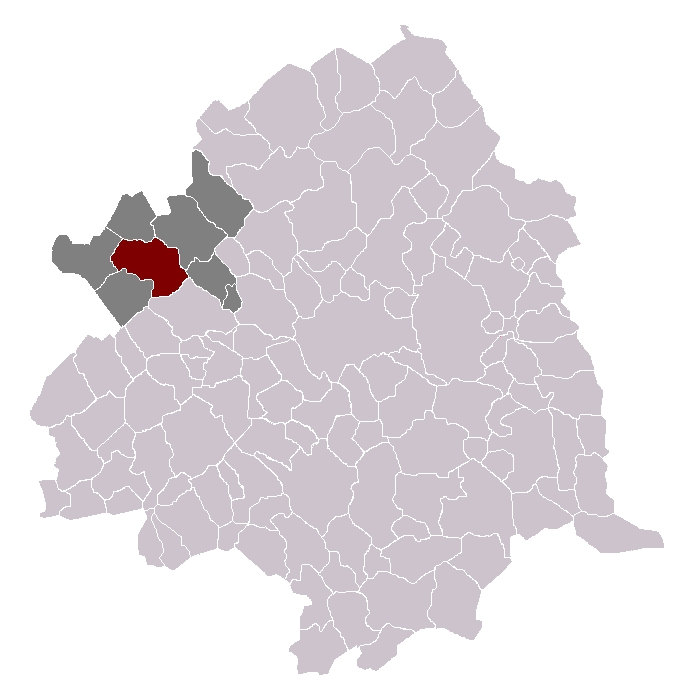
Ubicació de La Chapelle-d'Armentières dins del cantói el districte

La Chapelle-d'Armentières és un municipi francès, situat a la regió dels Alts de França, al departament del Nord. L'any 2008 tenia 8.067 habitants. Limita al nord amb Armentières, al nord-est amb Houplines, a l'oest amb Erquinghem-Lys, a l'est amb Prémesques, al sud-oest amb Bois-Grenier i al sud amb Ennetières-en-Weppes.

## Demografia
| 1962                                       | 1968  | 1975  | 1982  | 1990  | 1999  | 2006  |
| ------------------------------------------ | ----- | ----- | ----- | ----- | ----- | ----- |
| 4.673                                      | 5.300 | 6.080 | 6.703 | 7.825 | 7.903 | 7.971 |
| Des de 1962: població sense dobles comptes |       |       |       |       |       |       |

## Administració
| Període | Identitat      | Partit |
| ------- | -------------- | ------ |
| 2008 -  | Bernard Coisne |        |